# Schermer
Schermer és un municipi de la província d'Holanda del Nord, al centre-oest dels Països Baixos. L'1 de gener de 2009 tenia 5.331 habitants repartits per una superfície de 64,44 km² (dels quals 2,9 km² corresponen a aigua). Limita al nord amb Heerhugowaard i Koggenland, a l'oest amb Alkmaar i al sud amb Castricum, Graft-De Rijp i Beemster.

## Centres de població
Driehuizen, Grootschermer, Oterleek, Schermerhorn, Stompetoren, Zuidschermer.

## Ajuntament
El consistori està format per 11 regidors:
- CDA, 3 regidors
- Gemeenten Belangen. 3 regidors
- SGOL, 2 regidors
- VVD, 2 regidors
- PvdA, 1 regidor